# Minipi River
Der Minipi River oder Minai-nipiu-shipu (aus der Innu-Sprache) ist ein rechter Nebenfluss des Churchill River im Südosten der Labrador-Halbinsel in der kanadischen Provinz Neufundland und Labrador.

## Flusslauf
Der Minipi River bildet den Abfluss des etwa 339 m hoch gelegenen 52 km langen Sees Minipi Lake. Er verlässt den See an dessen nordwestlichen Ende und fließt 60 km in überwiegend nordwestlicher Richtung zum Churchill River. Die Mündung liegt auf einer Höhe von etwa 60 m. Der von Westnordwest kommende Churchill River biegt im Anschluss an die Einmündung des Minipi River nach Norden ab. 

## Hydrologie
Der Minipi River entwässert ein Areal von etwa 2900 km². Am Pegel bei Flusskilometer 55 unterhalb des Minipi Lake beträgt der mittlere Abfluss 56 m³/s. Im Juni während der Schneeschmelze führt der Fluss üblicherweise die größte Wassermenge mit im langjährigen Mittel 157 m³/s.

## Tierwelt
Im Flusssystem des Minipi River kommen vermutlich folgende Fischarten vor: Dreistachliger und Neunstachliger Stichling, Bachsaibling, Hecht und Arktischer Stint sowie die Saugkarpfen-Arten Catostomus catostomus (longnose sucker) und Catostomus commersonii (white sucker). Die Muskrat Falls am Churchill River verhindern eine Fischwanderung anadromer Lachse in den Minipi River. Biber, Bisamratte, Amerikanische Wasserspitzmaus und Nordamerikanischer Fischotter nutzen den Fluss als Lebensraum. Am Gewässerufer und in den Feuchtgebieten halten sich Wilsonbekassine, Großer Gelbschenkel, Gürtelfischer, Kanadagans, Mittelsäger und Odinshühnchen auf.